# Free at Last
Free at Last es el tercer álbum de estudio de DC Talk, que fue lanzado en 1992. Se filmaron videos musicales para "Jesus Is Just Alright", "The Hardway" y "Luv Is A Verb". En 1994, DC Talk lanzó un video de formato largo de "Free at Last World Tour" titulado Narrow is the Road, en el que se pueden ver los tres videos musicales.
El álbum fue incluido en el No. 9 en el libro de 2001, CCM Presents: The 100 Greatest Albums in Christian Music y recibió el premio Grammy al Mejor Álbum de Rock Gospel (incluido el Mejor Álbum de Rock/Evangelio Contemporáneo) en 1993. Las canciones "Socially Acceptable" y " Jesus Is Just Alright" recibieron los premios Dove en la 24ª edición de los premios GMA Dove a la canción grabada del año de rap/hip hop y a la canción grabada de rock del año, respectivamente. "Luv Is a Verb" recibió un premio Dove a la canción grabada del año de rap/hip hop en la 25ª edición de los premios GMA Dove .
Se lanzó una reedición conmemorativa especial de este álbum, que incluye pistas remasterizadas y un DVD, en su décimo aniversario.

## Listado de pistas
1. "Luv Is a Verb" (Toby McKeehan, Mark Heimermann, George Cocchini) – 4:15
2. "That Kinda Girl" (McKeehan) – 4:12
3. "Greer" – 0:21
4. "Jesus Is Just Alright" (Arthur Reid Reynolds) – 4:37
5. "Say the Words" (McKeehan, Heimermann) – 5:00
6. "WDCT" – 0:43
7. "Socially Acceptable" (McKeehan, Heimermann) – 4:57
8. "Free at Last" (McKeehan, Joe Hogue) – 4:55
9. "Time Is..." (featuring Michael Sweet) (McKeehan, Heimermann, Cocchini) – 4:10
10. "The Hardway" (McKeehan) – 5:19
11. "2 Honks & a Negro" – 0:18
12. "Lean on Me" (Bill Withers) – 5:00
13. "Testimony" – 0:44
14. "I Don't Want It" (Kevin Max Smith, McKeehan) – 4:14
15. "Will Power" – 0:15
16. "Word 2 the Father" (McKeehan) – 4:02
17. "Jesus Is Just Alright (Reprise)" – 1:00

(La edición del décimo aniversario presenta "The Hardway - Revisited" y pistas retrospectivas)

## Videos musicales
Esta producción discográfica contó con tres videoclip musicales. 
- "Jesus Is Just Alright"
- "The Hardway"
- "Luv Is a Verb"

## Singles
- "Jesus Is Just Alright"
- "Socially Acceptable"
- "Luv is a Verb"
- "The Hardway"
- "Say the Words (Now) - (Remix)"

## Legado
El álbum se considera un punto de inflexión en la historia de la música cristiana y ha sido nombrado uno de los mejores álbumes del género. Se ha relanzado dos veces con una edición del décimo aniversario en 2002 y una remasterización de un solo disco en 2013.

## Créditos
DC Talk
- Michael Tait : voz principal, coros (1, 2, 4, 7, 8, 9, 12, 14, 16)
- Kevin Max : voz principal, coros adicionales (1, 7), coros (2, 4, 8, 9, 12, 14)
- TobyMac : rap (1, 2, 5, 7–10, 14, 16), programación de batería (1, 2, 4, 5, 7–10, 12, 14, 16), teclados (2, 8, 12), programación de bajo (2, 8, 12), programación adicional (2), coros (2, 8, 12, 14, 16)

Músicos
Mark Heimermann: teclados (1, 5, 7, 9, 16), programación de batería (1, 5, 9), coros adicionales (1, 5, 7), teclados adicionales (4, 10, 14), coros (10, 14)
Todd Collins: programación adicional (1, 5, 7, 9, 10, 14, 16), rap (1, 4, 5, 7–10, 12, 16), coros (8, 10, 14, 16)
Phil Madeira: órgano Hammond B3 (1, 4, 8), guitarra (4), batería en vivo (4)
Joe Hogue: teclados (2, 4, 7, 8, 12), programación de bajo (2, 8, 12), programación de batería (2, 4, 7, 8, 12), coros (2, 4, 8, 12), coros (8)
Tony Miracle: teclados (10, 14, 16), programación de batería (10, 14)
Michael Brooks Linney - teclados (16), programación de batería (16)
Danny Duncan - programación adicional (16)
George Cocchini – guitarra (1, 5, 8, 9, 14, 16)
Micah Wilshire - guitarra (2, 12), coros (2), coros de congregación (8)
Dann Huff - guitarra (4, 7, 9)
Jerry McPherson - guitarra (10, 12)
Jackie Street - bajo (1, 5, 9, 14, 16), bajo adicional (8)
Wade Jaynes - bajo (4)
John Mark Painter: bajo wah (7), arreglos de cuerdas (7), trompeta silenciada (10)
Mark Douthit - saxofón (1)
Chris McDonald - trombón (1)
Mike Haynes - trompeta (1)
George Tidwell - trompeta (1)
Kristin Wilkinson – cuerdas (7)
Teron Carter - rapeando (1, 7)
Stacy Jones - rapeando (1, 7)
Majik - DJ (4, 8)
Billy Gaines - coros (1, 7, 16)
Chris Rodríguez - coros (1, 7)
Chris Willis - coros (1, 2, 7)
Angelo Petrucci - coros (8)
Veronica Petrucci - coros (8), vocalista invitada (8)
Michael Sweet - coros (9)
PJ Heimermann - coros (10)
Ken "Scat" Springs - coros (16)
Raymond Boyd - voz de la congregación (8)
Shirley Durrance - voz de la congregación (8)
Cher Hogue - voz de la congregación (8)
Nyana Parker - voz de la congregación (8)
Michael Quinlan - voz de la congregación (8)
Chris Harris - predicador (8), coros (10)
Oliver Wells - director de coro (8)
Cindy Butts - coro (8)
Mary Chapman - coro (8)
Anciano Mancilla – coro (8)
Mark Elem - coro (8)
Monica Flair – coro (8)
Juanita Flemster – coro (8)
Roberta Higgs – coro (8)
John Madgett - coro (8)
Sheila Price - coro (8)
Dexter M. Redding - coro (8)
Kimberly Thompson – coro (8)
Carmen Williams – coro (8)
Michael Wright - coro (8)
 
Producción
 
TobyMac - productor (1-17), dirección de arte
Mark Heimermann - productor (1, 3–7, 9, 10, 11, 13–17)
Joe Hogue - productor (2, 8, 12)
Michael Quinlan - asistente de producción (2, 8, 12)
Dan R.Brock - productor ejecutivo
Eddie DeGarmo - productor ejecutivo
Joe Baldridge - ingeniero
Paul Salveson - ingeniero
Stephen Stewart-Corto - mezcla
Steve Bishir - ingeniero adicional
Ronnie Brookshire - ingeniero adicional
Keith Compton - ingeniero adicional
Lynn Fuston - ingeniera adicional
Bryan Lenox - ingeniero adicional
Penn Singleton - ingeniero adicional
Jeff Coppage - ingeniero asistente
Bryan Harden - ingeniero asistente
Clark Hook - ingeniero asistente, asistente de mezcla
Patrick Kelly - ingeniero asistente
Greg Parker - ingeniero asistente
Shane D. Wilson - ingeniero asistente
Martin Woodlee - ingeniero asistente, asistente de mezcla
Amy Hughes - asistente de mezcla
John Hurley - asistente de mezcla
Ken Love – masterización en Master Mix, Nashville, Tennessee
Beth Finch - coordinación de arte
Lisa Stutts – coordinación de arte
Michael McGaffin - diseño y maquetación
Judy Northcutt – diseño y maquetación
John Falls - foto de contraportada, fotografía interior
Norman Roy - foto de portada, fotografía interior